# Eclypso
Eclypso – album muzyczny amerykańskiego pianisty jazzowego Tommy’ego Flanagana i towarzyszących mu muzyków. LP nagrany 4 lutego 1977 w Sound Ideas Studios w Nowym Jorku. Wydany przez wytwórnię Enja w 1978. W 1994 Enja/Weber wydało reedycję na CD (2088-2).

## Muzycy
- Tommy Flanagan – fortepian
- George "Jiří" Mraz – kontrabas
- Elvin Jones – perkusja

## Lista utworów (CD)
| 1. | "Oleo" (Sonny Rollins)                   | 4:11  |
|    |                                          |       |
| 2. | "Denzil's Best" (Denzil Best)            | 5:31  |
|    |                                          |       |
| 3. | "A Blue Time" (Tadd Dameron)             | 6:14  |
|    |                                          |       |
| 4. | "Relaxin' At Camarillo" (Charlie Parker) | 4:37  |
|    |                                          |       |
| 5. | "Cup Bearers" (Tom McIntosh)             | 3:48  |
|    |                                          |       |
| 6. | "Eclypso" (Tommy Flanagan)               | 12:28 |
|    |                                          |       |
| 7. | "Confirmation" (Charlie Parker)          | 6:07  |
|    |                                          |       |
|    |                                          | 42:56 |
|    |                                          |       |

## Informacje dodatkowe
- Produkcja – Horst Weber
- Inżynier dźwięku – Robert Drake
- Asystent inżyniera – Lucy Laurie
- Miksowanie dźwięku – Carlos Alrecht
- Zdjęcie na okładce – Hans Harzheim
- Łączny czas nagrań – 42:22